# Timon Karl Kaleyta

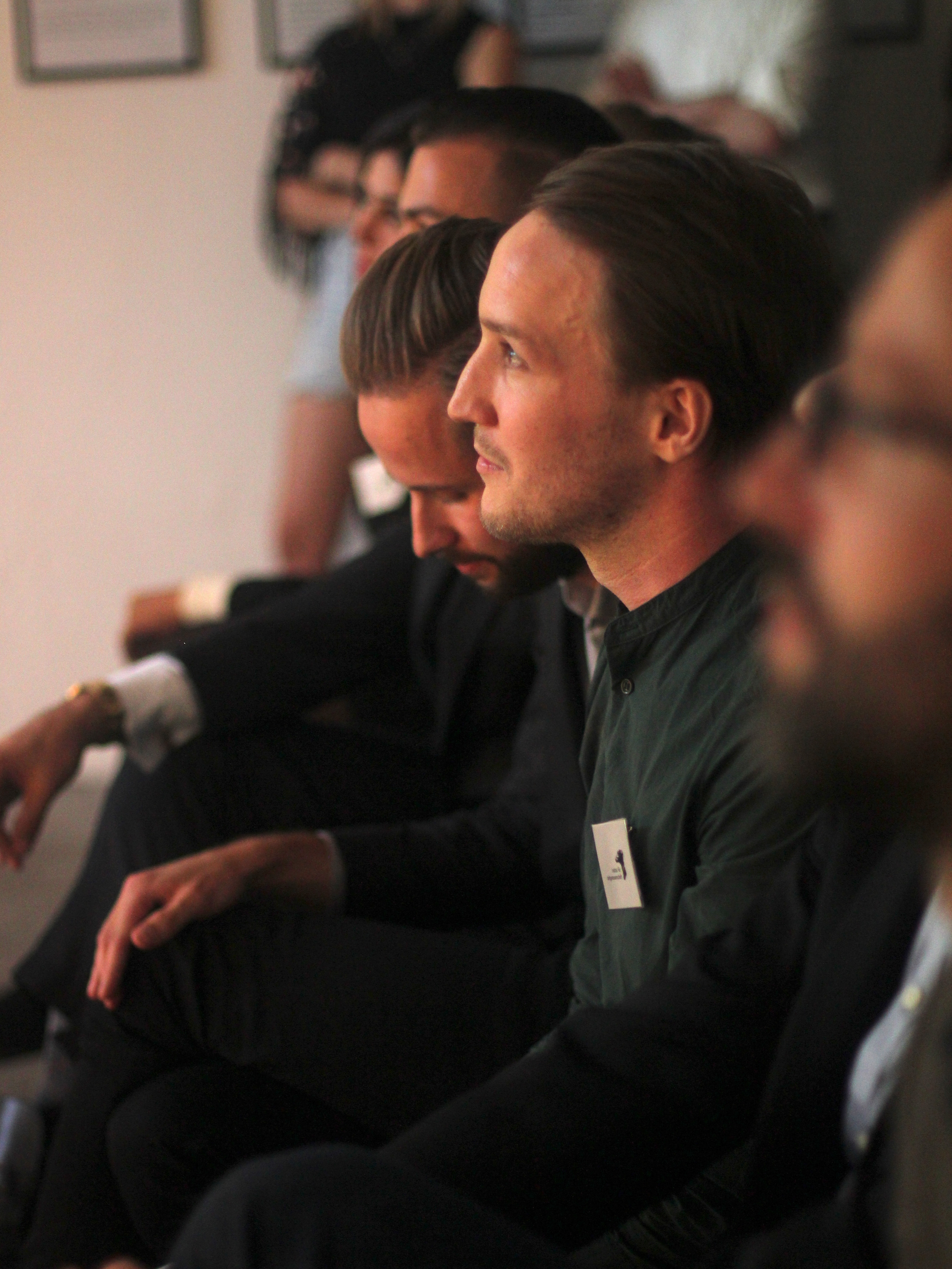
Timon Karl Kaleyta (2013)

Timon Karl Kaleyta (* 1980 in Bochum) ist ein deutscher Schriftsteller und Musiker.

## Leben
Kaleyta studierte Medienwissenschaft, Germanistik und Soziologie in Bochum, Madrid und Düsseldorf. Mit seiner Band Susanne Blech veröffentlichte er ab 2008 vier Studioalben und schrieb u. a. Songs mit Benjamin von Stuckrad-Barre.
In Düsseldorf gründete er 2011 das Institut für Zeitgenossenschaft IFZ, mit dem er 2016 das Buch Die 100 wichtigsten Dinge (Hatje Cantz) u. a. mit Samira El Ouassil herausgab. Er schrieb für die Wochenzeitung der Freitag sowie für das Feuilleton der Frankfurter Allgemeinen Sonntagszeitung, wo er bis 2021 die Kolumne Szenen aus dem Eheleben verfasste.
Von 2019 bis 2023 war er Autor für die Fernsehserie jerks., 2024 Co-Autor der ARD-Miniserie Sexuell verfügbar.
Eine Figur des autofiktionalen Romans Das neue Buch (2020) des Designers und Konzeptkünstlers Rafael Horzon ist nach ihm benannt. Im April 2021 erschien im Piper Verlag sein Debütroman Die Geschichte eines einfachen Mannes. 2021 wurde er zum Ingeborg-Bachmann-Wettbewerb eingeladen, wo er den 3sat-Preis gewann.
Seinen 2024 erschienenen zweiten Roman Heilung erklärte Adam Soboczynski in der ZEIT zum „besten Roman des Frühjahrs“ – es folgten eine Nominierung für den Deutschen Buchpreis sowie eine SWR-Hörspieladaption durch die Regisseurin Rebekka David.
Kaleyta ist mit einer Kunsthändlerin verheiratet und lebt in Berlin.

## Werk
- Die 100 wichtigsten Dinge (IFZ), Hatje Cantz, Berlin, 2016, ISBN 978-3-7757-4114-9.
- Die Geschichte eines einfachen Mannes, Piper Verlag, München 2021, ISBN 978-3-492-07046-1.
- Heilung, Piper Verlag, München 2024, ISBN  978-3-492-07171-0.

## Auszeichnungen
- 2016: The Beauty & The Book Award, Publikumspreis der Stiftung Buchkunst für Die 100 wichtigsten Dinge (IFZ)[21]
- 2021: Literaturpreis der Stadt Fulda für Die Geschichte eines einfachen Mannes[22]
- 2021: Shortlist Ingeborg-Bachmann-Wettbewerb[23]
- 2021: 3sat-Preis bei den 45. Tagen der deutschsprachigen Literatur für Mein Freund am See[24]
- 2021: Shortlist des ZDF-aspekte-Literaturpreises mit Die Geschichte eines einfachen Mannes[25]
- 2024: Shortlist Deutscher Popliteraturpreis mit Heilung[26]
- 2024: Longlist Deutscher Buchpreis mit Heilung[27]